# Murviel-lès-Montpellier
Murviel-lès-Montpellier é uma comuna francesa na região administrativa de Occitânia, no departamento de Hérault. Estende-se por uma área de 10,11 km². Em 2010 a comuna tinha 1 903 habitantes (densidade: 188,2 hab./km²).